# Skirmantas
Skirmantas ist ein litauischer männlicher Vorname (abgeleitet von skir-ti + Mantas). Die weibliche Form ist Skirmantė.

## Bekannte Namensträger
- Skirmantas (Großfürst), Großfürst von Litauen
- Skirmantas Mockevičius (* 1965), Verwaltungsjurist und Politiker, Bürgermeister von Jurbarkas
- Skirmantas Pabedinskas (* 1945), Journalist und Politiker, Seimas-Mitglied